# Клепестиха
Клепестиха — деревня в Харовском районе Вологодской области.
Входит в состав Харовского сельского поселения, с точки зрения административно-территориального деления — в Харовский сельсовет.
Расстояние до районного центра Харовска по автодороге — 4 км. Ближайшие населённые пункты — Сычево, Беленицыно, Иваниково, Есюниха, Бор.
По переписи 2002 года население — 16 человек.